# Wilson-Conococheague
Wilson-Conococheague é uma Região censo-designada localizada no estado americano de Maryland, no Condado de Washington.

## Demografia
Segundo o censo americano de 2000, a sua população era de 1885 habitantes.

## Geografia
De acordo com o United States Census Bureau tem uma área de
12,9 km², dos quais 12,6 km² cobertos por terra e 0,3 km² cobertos por água.

## Localidades na vizinhança
O diagrama seguinte representa as localidades num raio de 12 km ao redor de Wilson-Conococheague.